# Elezioni politiche in Italia del 1994 per collegio (Senato della Repubblica)
Le elezioni politiche in Italia del 1994 nei collegi uninominali del Senato della Repubblica hanno visto i seguenti risultati.

## Piemonte
| Collegio         | Candidati                    | Candidati                      | Candidati                | Candidati                                 | Candidati                     | Candidati                 | Candidati                     | Candidati               | Candidati                 |
| Collegio         | Progressisti                 | Polo delle Libertà             | Patto per l'Italia       | Alleanza Nazionale                        | Lista Pannella                | Partito Pensionati        | Verdi Verdi                   | Lega per il Piemonte    | Rinnovamento              |
| ---------------- | ---------------------------- | ------------------------------ | ------------------------ | ----------------------------------------- | ----------------------------- | ------------------------- | ----------------------------- | ----------------------- | ------------------------- |
| Torino 1         | Franco Debenedetti (31,6)    | Gipo Farassino (28,2)          | Valerio Zanone (15,1)    | Cesare Pozzo* (12,3)                      | Rita Serra (5,6)              | Anna Tamagnone (2,8)      | Costantino Giordano (2,7)     | Armando Porta (1,4)     | Francesco Pologruto (0,4) |
| Torino 2         | Rocco Larizza (37,3)         | Mario Viscovo (27,1)           | Giuseppe Vinci (10,4)    | Gaetano Majorino (10,7)                   | Luigi Ares (5,0)              | Dante Cordero (3,7)       | Anacleta Salvetti (3,4)       | Giorgio Molino (2,1)    | Savino Guarino (0,4)      |
| Torino 3         | Edo Ronchi (32,7)            | Maria Grazia Siliquini* (30,8) | Beppe Lodi (12,9)        | Ludovico Boetti Villanis Audifredi (11,4) | Felicita Torrielli (5,0)      | Tommaso Scardicchio (3,0) | Ettore Della Savina (2,6)     | Elio Capone (1,2)       | Pietro Calò (0,3)         |
| Torino 4         | Gian Giacomo Migone (33,7)   | Ezio Gribaudo (30,1)           | Ettore Peyron (12,8)     | Michele Antinoro (10,5)                   | Piergiorgio Contrafatto (4,9) | Marcello Nerattini (3,4)  | Francesco Gariglio (3,0)      | Alberto Dolfi (1,3)     | Nicola Cassano (0,4)      |
| Ivrea            | Franca Gea (24,6)            | Bruno Matteja (39,9)           | Ettore Morezzi (14,7)    | Lia Pezzato (8,1)                         | Giuseppe Bonino (4,1)         | Raimondo Riggi (3,1)      | Giuseppe Cupoli (2,1)         | Mauro Della Valle (3,0) | Caterina Nicolai (0,4)    |
| Rivoli           | Luciano Manzi (37,6)         | Ettore Mascellani (29,9)       | Valdemaro Nigra (10,6)   | Graziella Martinat (9,4)                  | Giuseppina Re (4,8)           | Giovanni Vendramini (2,6) | Giuseppe Gianola (3,2)        | Anita Fico (1,5)        | Francesco Vaccaro (0,4)   |
| Settimo Torinese | Giancarlo Tapparo* (30,4)    | Matteo Brigandì (34,5)         | Giuseppe Cerchio (14,1)  | Edda Cosci (9,6)                          | Silvana Martina (4,8)         | Giovanni Gamba (3,4)      | Leopoldo Flesia (2,8)         |                         | Luisa Oddenino (0,5)      |
| Moncalieri       | Angelo Azzolina (28,8)       | Giovanna Briccarello (34,2)    | Roberto Barone (13,8)    | Antonio Delmastro (8,7)                   | Marco Osella (5,0)            | Pasquale Vellucci (3,0)   | Gianpietro Lupi (3,2)         | Michele Cerutti (2,8)   | Maria Durando (0,4)       |
| Pinerolo         | Franca Coisson (27,9)        | Claudio Bonansea (39,2)        | Luciana Borello (13,0)   | Aldo Cecchi (7,1)                         | Attilio Sibille (4,4)         | Donato Ruggieri (2,5)     | Giancarla Travia (2,1)        | Ezio Perino (3,4)       | Ernesto Davide (0,4)      |
| Verbania         | Alberto Buzio (22,6)         | Marco Preioni (44,1)           | Vittorio Beltrami (14,5) | Roberto Rebecchi (8,4)                    | Sergio Brandani (3,6)         | Assunta Gala (2,4)        | Maria Angiola Roveda (2,3)    | Romano Martinetti (1,9) | Leonardo Russo (0,2)      |
| Novara           | Ezio Gallina (24,3)          | Silvano Boroli (43,2)          | Paolo Baraggioli (14,1)  | Gabriello Gilardoni (7,7)                 | Maurizio Gulino (4,1)         | Ugo Valgiusti (2,4)       | Immacolata Zaffino (2,5)      | Giuseppino Meloni (1,5) | Gaetana Timeo (0,2)       |
| Biella           | Gianni Wilmer Ronzani (26,9) | Claudio Regis (43,4)           | Flavio Como (11,5)       | Sandro Delmastro Delle Vedove (9,0)       | Alberta Ardizzone (4,0)       | Ugo Fortunato (2,8)       | Giuliana Zaffino (1,9)        |                         | Aldo Chiesa (0,4)         |
| Vercelli         | Giovanni Calvi (26,2)        | Gilberto Cormegna (41,8)       | Roberto Scheda (13,6)    | Bruno Aquilini (9,0)                      | Giuseppe La Maestra (3,8)     | Giuseppe Landini (3,0)    | Maria Cunegonda Zaffino (2,1) |                         | Giorgio Baggio (0,4)      |
| Alessandria      | Enrico Morando* (30,9)       | Giorgio Gandini (37,0)         | Franco Stradella (14,0)  | Massimo Griffini (8,1)                    | Ioannes Albertoni (3,7)       | Quintilio Benvenuto (2,7) | Giuseppa Zaffino (2,0)        | Antonio Ricco (1,4)     | Pietro Caliandro (0,2)    |
| Asti             | Ernesto Doglio Cotto (23,5)  | Massimo Scaglione (37,7)       | Carlo Cerrato (17,4)     | Antonio Laudati (8,0)                     | Liliana Agnello (4,3)         | Luciana Pastorello (2,8)  | Enzo Mittica (2,3)            | Angelo Benotto (3,5)    | Giuseppe Leva (0,4)       |
| Cuneo            | Luigino Ferraro (16,4)       | Mario Rosso (43,4)             | Teresio Delfino* (22,8)  | Gaetano Barone (4,9)                      | Giorgio Grosso (4,1)          | Claudio Lingua (3,4)      | Nicola Zaffino (2,0)          | Rosa Giliberti (3,0)    |                           |
| Alba             | Leopoldo Foglino (16,1)      | Luciano Lorenzi (38,7)         | Tomaso Zanoletti* (27,0) | Renzo Civardi (4,9)                       | Carlo Marenda (4,0)           | Pio Golinelli (3,9)       | Adriano Moretti (2,1)         | Carlo Lovera (3,3)      |                           |

## Lombardia
| Collegio                    | Candidati                          | Candidati                        | Candidati                       | Candidati                         | Candidati                          | Candidati                        | Candidati                        | Candidati                               | Candidati                         | Candidati                   |
| Collegio                    | Progressisti                       | Polo delle Libertà               | Patto per l'Italia              | Alleanza Nazionale                | Lista Pannella                     | Partito Pensionati               | Lega Angela Bossi                | Lega Alpina Lumbarda                    | Partito della Legge Naturale      | Democratici Popolari        |
| --------------------------- | ---------------------------------- | -------------------------------- | ------------------------------- | --------------------------------- | ---------------------------------- | -------------------------------- | -------------------------------- | --------------------------------------- | --------------------------------- | --------------------------- |
| Milano 1                    | Ernesto Gismondi (24,5)            | Marisa Bedoni (43,8)             | Marco Limito (11,3)             | Riccardo De Corato* (10,5)        | Francesca Scopelliti* (5,1)        | Giuseppe Italia (1,6)            | Franca Pedroni (0,7)             | Guido Belloni (2,3)                     | Ugo Guido (0,3)                   |                             |
| Milano 2                    | Gian Domenico Pisapia (26,6)       | Giancarlo Pagliarini (45,4)      | Giuseppe Di Bella (9,3)         | Franco Servello (9,5)             | Roberto Miglio (4,5)               | Alfa Orlandi (1,6)               | Giacomo Conti (0,7)              | Rita Cianciulli Canesi (2,0)            | Isabella Ruelle (0,4)             |                             |
| Milano 3                    | Graziella Ravasi Bellocchio (24,3) | Carlo Scognamiglio Pasini (47,2) | Giulio Boati (10,4)             | Alfredo Mantica (8,6)             | Emiliano Silvestri Cecinelli (4,6) | Fabio Nardini (1,6)              | Carlo Bellegrandi (0,7)          | Rosaria Perfetto (2,1)                  | Massimo Ciocca (0,4)              |                             |
| Milano 4                    | Antonio Costa (28,6)               | Roberto Lasagna (43,2)           | Angelo Pessognelli (9,6)        | Carlo Gamba (8,0)                 | Giorgio Inzani (4,7)               | Antonello Gina (2,0)             | Cesarina Mattei Costantini (0,9) | Antonia Silva (2,5)                     | Erika Strobl-Capelli (0,4)        |                             |
| Milano 5                    | Pietro Giurickovic* (30,9)         | Maurilio Frigerio (41,2)         | Gianfranco Spiriti (8,9)        | Pier Gianni Prosperini (8,2)      | Franca Angiolilli (4,7)            | Maria Natalina Baronchelli (2,0) | Massimo Capuzzo (1,0)            | Enrico Brambilla (2,8)                  | Bruno Scandolo (0,4)              |                             |
| Milano - Sesto San Giovanni | Aurelio Crippa* (31,6)             | Celestino Pedrazzini (40,8)      | Maria Pia Zatta Zucchelli (9,9) | Cristina Berbenni (7,5)           | Myriam Cazzavillan Cavagnaro (4,6) | Iride Biazzi (1,9)               | Marianna De Pieri (0,8)          | Giovanni Canesi (2,5)                   | Roberto Baitelli (0,4)            |                             |
| Lodi                        | Luigi Vinci (25,5)                 | Michele Bucci (40,4)             | Guido Castellotti (16,4)        | Anita Pozzoli (5,7)               | Mario Birelli (3,8)                | Stefano Stien (2,6)              | Antonio Gambella (1,1)           | Antonino Cipolla (3,9)                  | Fiorenzo Baraldi (0,7)            |                             |
| Rozzano                     | Carlo Smuraglia* (31,6)            | Gian Luigi Lombardi Cerri (41,8) | Amedeo Carcassi (8,1)           | Romano La Russa (8,4)             | Franco Bova (4,9)                  | Alessandro Bolis (1,6)           | Bertilla Gambasin (0,7)          | Antonio Di Fede (2,3)                   | Sergio Patria (0,5)               |                             |
| Abbiategrasso               | Mauro Potestio (21,9)              | Ivaldo Carini (45,4)             | Elena Sachsel (14,2)            | Nicola Franceschelli (5,9)        | Rosetta Rigo (3,9)                 | Savina Bolis (1,9)               | Carla Buccheri (1,5)             | Biagio Amodio (4,8)                     | Carlo Galbiati (0,6)              |                             |
| Rho                         | Mariagrazia Barbieri (23,9)        | Gianluigi Carnovali (44,7)       | Marco Minesi (13,5)             | Francesco Colombo (6,4)           | Francesca Saba (4,2)               | Virginia Bolis (1,7)             | Angela Bossi (1,5)               | Paolina Camatini (3,5)                  | Franco Cazzaniga (0,6)            |                             |
| Bollate                     | Luciano Venturini (26,8)           | Erminio Busnelli (44,0)          | Bruno Pavan (11,3)              | Mariagrazia Crotti Viscardi (6,1) | Gaetana De Marco (4,4)             | Giuseppe Canali (1,7)            | Luciano Concolato (1,3)          | Annunciata Savoldi (3,6)                | Romeo Manfren (0,6)               |                             |
| Cinisello Balsamo           | Corrado Stajano* (32,3)            | Domenico Contestabile (39,8)     | Angelo Valadè (10,4)            | Rita Pizzetti (6,6)               | Gabriella Guzzi (4,6)              | Lucia Coter (1,9)                | Edda Zanon (0,9)                 | Cesarina Tremolada Capra De Carrè (2,9) | Gianfranco Di Mola (0,6)          |                             |
| Seregno                     | Giovanna Senesi (17,0)             | Roberto Radice (48,1)            | Dante Orsenigo (17,1)           | Lorenzo Camellini (5,3)           | Ennio Rovaris (3,9)                | Fermo Crippa (1,8)               | Cesare Macchi (1,5)              | Eugenio Menta (4,8)                     | Nicoletta Fezzi (0,5)             |                             |
| Monza                       | Roberto Mandelli (22,7)            | Giorgio Brambilla (43,5)         | Sergio Sordo (17,0)             | Rosa Ceraso (6,3)                 | Giorgio Francia (4,5)              | Romana Italia (1,6)              | Luigi Massaro (1,0)              | Giorgio Canesi (3,2)                    | Fernanda De Rigo Conte (0,4)      |                             |
| Melzo                       | Cristiano Candrian (26,8)          | Marcello Staglieno (39,8)        | Giuseppina Facchinetti (16,0)   | Umberto Salvadeo (5,2)            | Laura Sebastiani (4,2)             | Romana Rindi (2,5)               | Anna Maria Corona (1,2)          | Antonia Gilardi (3,7)                   | Lieta Fantini Brambilla (0,5)     |                             |
| Cologno Monzese             | Paola Manacorda (28,6)             | Corinto Marchini (42,4)          | Carlo Vezzoni (11,2)            | Franco Generali (7,3)             | Salvatore Giglio (4,8)             | Angela Daccò (1,8)               | Ardingo Zieri (0,8)              | Giorgio Steccanella (2,6)               | Domenico Leone (0,5)              |                             |
| Varese                      | Daniele Marantelli (18,4)          | Giovanni Binaghi (50,7)          | Roberto Ronza (12,5)            | Carlo Visconti (7,1)              | Luciano Cavagnaro (3,4)            | Graziella D'Adda (1,9)           | Giuliano Miglierina (1,0)        | Attilio Capra De Carrè (4,3)            | Marinella Manera Carrera (0,6)    |                             |
| Gallarate                   | Ennio Melandri (17,6)              | Luigi Peruzzotti (51,6)          | Pietro Ferrazzi (12,8)          | Giorgetta Salerno (5,7)           | Laura Gianneo (3,2)                | Ausilia Falcheris (1,7)          | Gian Luigi Miglierina (1,3)      | Santina Soma (5,5)                      | Fabrizio Brogni (0,6)             |                             |
| Busto Arsizio               | Florindo Riatti (16,9)             | Francesco Speroni (53,0)         | Osvaldo Attolini (13,3)         | Antonio Ugazio (5,9)              | Roberto Papavero (3,4)             | Martina Fornoni (1,7)            | Giorgio Garzoli (1,0)            | Ubaldo Camnasio (4,3)                   | Giovanna Canova (0,6)             |                             |
| Como                        | Emilio Russo (16,4)                | Gianfranco Miglio (47,9)         | Giacomo Bodero Maccabeo (15,4)  | Gianantonio Paganini (7,7)        | Federico Bazzi (3,9)               | Francesca Gamba (2,1)            | Ivana Pappagallo Bardarè (1,1)   | Laura Zigliani (4,9)                    | Gennaro Ceglia (0,6)              |                             |
| Cantù                       | Marte Ferrari (15,3)               | Elia Manara (47,1)               | Giuseppe Anzani (18,5)          | Andrea Fabi (5,7)                 | Dante Testoni (3,7)                | Romualdo Lorenzi (1,8)           | Armida Vecchiato (1,5)           | Pierina Sala Capra De Carrè (5,8)       | Giancarlo Sancassani (0,6)        |                             |
| Brescia                     | Rosa Comini (23,2)                 | Francesco Tabladini (37,1)       | Mario Cattaneo (19,4)           | Dionisio Baiguini (7,0)           | Domenico Checchi (3,2)             | Laura Nodari (2,2)               | Giorgio Turin (1,2)              | Enrico Conti (4,0)                      | Paolo Menoni (0,5)                | Giovanni Panella (2,3)      |
| Lumezzane                   | Alessandro Pardini (15,6)          | Luciano Garatti (41,6)           | Aldo Gregorelli* (20,1)         | Grazia Galassi (4,5)              | Tullio Lauro (2,1)                 | Uga Lazzarini (1,4)              | Marilena Marcato (2,2)           | Roberta Morelli (6,2)                   | Vanna Fusi (0,4)                  | Vittorio Marniga (5,8)      |
| Desenzano del Garda         | Marco Lombardi (18,5)              | Massimo Wilde (40,3)             | Giuseppe Ioannes (18,5)         | Giovanni Motto (6,7)              | Augusto Buonafalce (2,8)           | Vittorina Lazzarini (2,3)        | Ernesto Zambon (2,1)             | Eva Rossi De Paoli (6,2)                | Renzo Menoni (0,6)                | Fiorenzo Bertolinelli (1,9) |
| Chiari                      | Bartolomeo Vanini (15,6)           | Giovanni Gei (41,8)              | Franco Ferrari* (22,7)          | Ernesto Di Bello (4,9)            | Ferdinando Camedasca (2,8)         | Angelina Redaelli (3,4)          | Carlo Montalbetti (2,0)          | Silvio Moretti (6,2)                    | Silvano Corini (0,6)              |                             |
| Suzzara                     | Piergiorgio Bergonzi* (31,7)       | Giovanni Robusti (34,5)          | Walter Montini (15,7)           | Maria Ferrari (6,2)               | Roberto Tonelli (2,8)              | Guido Manzotti (3,0)             | Maria Luisa Lezziero (1,2)       | Lodovico Compagnoni (4,1)               | Vito Magnanini (0,7)              |                             |
| Mantova                     | Roberto Borroni* (33,2)            | Paolo Gibertoni (35,3)           | Franco Silvestri (12,8)         | Roberto Vassalle (8,0)            | Giorgio Giovanzana (3,3)           | Lucia Boroni (2,5)               | Orsola Vaccari (1,0)             | Tullio Capra De Carrè (2,9)             | Maurizio Sacchi (0,9)             |                             |
| Cremona                     | Umberto Bodini (25,8)              | Italico Maffini (38,8)           | Angelo Rescaglio (16,8)         | Claudio Fedeli (5,3)              | Sergio Ravelli (3,6)               | Lorenza Regalli (3,6)            | Elda Pappagallo Zanella (1,2)    | Giovanni Denza (5,1)                    | Anna Massari Sacchi (0,6)         |                             |
| Pavia                       | Lorenzo Rampa (25,1)               | Giampiero Beccaria (42,0)        | Levis Dondi (11,2)              | Ubaldo Prati (8,2)                | Luciano Arosio (4,4)               | Teresa Calvi (2,5)               | Agnese Vecchiato (1,2)           | Maria Folino Mondelli (4,6)             | Paolina Zambelli (0,7)            |                             |
| Vigevano                    | Angelo Madonna (23,6)              | Mario Masiero (45,2)             | Sergio Morosi (9,9)             | Massimo Rossi (9,0)               | Elvira Lezzi (3,7)                 | Vittoria Moretti (2,3)           | Giorgio Vercesi (1,2)            | Anna Maria Sartoris (4,4)               | Maurilia Gaviraghi Galbiati (0,7) |                             |
| Bergamo                     | Giuliano Mazzoleni (17,6)          | Livio Caputo (42,3)              | Serio Galeotti (19,2)           | Claudio Ferrara (6,7)             | Elisabeth Van Rawenstein (3,9)     | Anna Maria Fatuzzo (3,2)         | Lina Tolomio (1,3)               | Aldo Rota (5,3)                         | Benedetto Valle (0,5)             |                             |
| Albino                      | Giuseppe Brighenti (11,2)          | Silvestro Terzi (48,1)           | Vincenzo Bonandrini (21,1)      | Silvia Biressi (3,9)              | Alberto Consonni (2,5)             | Antonio Natale (2,5)             | Pierangelo Brivio (2,2)          | Elidio De Paoli* (7,5)                  | Maria Vecchio Guerinoni (0,5)     |                             |
| Treviglio                   | Federico Crippa (16,3)             | Massimo Dolazza (43,5)           | Giuseppe Longhi (18,7)          | Basilio Mangano (5,1)             | Enrica Pianelli (3,3)              | Carlo Fatuzzo (5,1)              | Bruno Maurili (1,7)              | Claudio Conter (5,8)                    | Laura Schiavi Valle (0,6)         |                             |
| Sondrio                     | Vincenzo Ciabarri (14,2)           | Gianpaolo Paini (48,6)           | Franco Bettini (18,1)           | Pietro Tremonti (5,6)             | Maria Nobili (2,7)                 | Elisabetta Moriggi (1,5)         | Federico Frepoli (2,1)           | Luigina De Paoli (6,7)                  | Maria Virginia Colombo (0,5)      |                             |
| Lecco                       | Giovanni Codega (17,5)             | Luigi Roveda (43,2)              | Carlo Secchi* (19,7)            | Giorgio Riva (4,7)                | Vanda Panzeri (3,6)                | Angelo Marchesi (2,3)            | Luigia Mainini (1,7)             | Giancarlo Rovetta (6,6)                 | Rodolfo Damiani (0,7)             |                             |

## Trentino - Alto Adige
| Collegio          | Candidati                  | Candidati                 | Candidati                  | Candidati                               | Candidati                       | Candidati                         | Candidati |
| Collegio          | Progressisti               | Polo delle Libertà        | Patto per l'Italia         | Alleanza Nazionale                      | Südtiroler Volkspartei          | Partito della Legge Naturale      |           |
| ----------------- | -------------------------- | ------------------------- | -------------------------- | --------------------------------------- | ------------------------------- | --------------------------------- | --------- |
| Bolzano           | Arnaldo Loner (24,5)       | Ermen Fustos (15,7)       |                            | Ruggero Benussi (23,7)                  | Karl Ferrari (34,1)             | Daniela Riolfatti (2,0)           |           |
| Merano            | Federico Steinhaus (7,4)   | Giunio Tanchis (8,2)      |                            | Gabriella Lesandrini Minniti (7,0)      | Roland Riz (75,4)               | Elfriede Hofer Cristofolini (2,0) |           |
| Bressanone        | Bruno Durante (5,7)        | Kurt Pancheri (5,9)       |                            | Francesco Risitano (4,2)                | Helga Thaler Ausserhofer (82,7) | Agnes Christanell (1,5)           |           |
| Trento            | Paolo Fedrizzi (21,6)      | Costantino Armani (25,6)  | Adolfo De Bertolini (21,4) | Mario Moresco (7,5)                     | Franco Tretter (22,6)           | Tullia Conci (1,3)                |           |
| Rovereto          | Alberto Rella (25,0)       | Gianfranco Spisani (29,9) | Alberto Robol (21,7)       | Maria Gabriella Pisoni Lutterotti (8,2) | Eugenio Binelli (15,2)          |                                   |           |
| Pergine Valsugana | Ottorino Bressanini (14,4) | Erminio Boso (34,0)       | Aldo Degaudenz* (23,1)     | Giuseppe Vendramin (6,9)                | Carlo Spagolla (21,6)           |                                   |           |

## Veneto
| Venezia - Spinea            | Bruno Visentini* (35,1)        | Giovanni Fabris (37,4)              | Luciano Palandri (12,8)                | Giovanni Forner (7,7)      | Roberto Magliocco (4,3)             | Marco Pasetto (1,7)         | Gaetano Cosmo (1,0)        |                                                          |
| Venezia - San Donà di Piave | Paolo Peruzza (27,7)           | Renato Bastianetto (39,9)           | Francesco Borga (16,0)                 | Ennio Mazzon (9,3)         | Marco Dal Prà (4,5)                 | Carletto Baccioli (2,6)     |                            |                                                          |
| Chioggia                    | Gianni Fardin* (30,0)          | Franco Fante (38,4)                 | Giancarlo Boccotti (16,6)              | Tullia Vivante (6,2)       | Vito Fittipaldi (5,4)               | Marisa Miozzo (2,3)         | Renzo Smaila (1,1)         |                                                          |
| Treviso                     | Domenico Luciani (20,0)        | Massimo Zanetti (42,5)              | Ulderico Bernardi (20,7)               | Franco Prior (7,4)         | Francesco Caverzerani (6,3)         | Paolo Massaro (2,3)         | Nilo Manfroi (0,8)         |                                                          |
| Vittorio Veneto             | Mario Botteon (15,7)           | Antonio Serena (45,4)               | Franco Rebellato (18,3)                | Giovanna Barbieri (5,3)    | Brandolino Brandolini D'Adda (11,3) | Maria Luisa Zambon (3,1)    | Giorgio Zenti (0,8)        |                                                          |
| Conegliano                  | Francesco Scattolin (16,8)     | Valentino Perin (43,4)              | Fausto Dell'Armellina (19,2)           | Carlo Dal Sasso (6,9)      | Pierluigi Ronzani (10,3)            | Francesco Bazzan (2,5)      | Erio Reveane (0,8)         |                                                          |
| Belluno                     | Paolo De Paoli (18,8)          | Donato Manfroi (46,3)               | Gian Candido De Martin Topranin (18,4) | Siro Maracchi (5,9)        | Bruno Costa (6,6)                   |                             | Corrado Floridia (0,9)     | Peppino Zangrando (Lista Zangrando) (3,1)                |
| Rovigo                      | Mario Crescenzio* (31,1)       | Enrico Surian (32,1)                | Mario Cavriani (18,6)                  | Sergio Viscardini (10,7)   | Dino Biasin (4,0)                   | Luigi Piovan (2,1)          | Gianmaria Munerato (1,4)   |                                                          |
| Padova - Selvazzano Dentro  | Luisa Debiasio Calimani (27,2) | Luciano Merigliano (35,7)           | Leonildo Bettio (20,9)                 | Mario Verza (10,2)         | Lino Topao (3,2)                    | Maria Luisa Fogo (1,7)      | Licia Mastella (1,1)       |                                                          |
| Cittadella                  | Dino Cavinato (17,4)           | Elisabetta Alberti Casellati (43,2) | Tino Bedin* (23,0)                     | Gabriella Tornaboni (6,4)  | Pietro Giovannoni (5,5)             | Umberto Vecchiato (3,6)     | Laura Begalli (0,9)        |                                                          |
| Abano Terme                 | Antonio Giorio (23,2)          | Giovanni Zaccagna (35,7)            | Daria Minucci (20,9)                   | Vittorio Papadia (8,9)     | Francesco Borin (5,2)               | Maurizio Tosetto (2,6)      | Teodora Campostrini (0,8)  | Franca Donato (Iniziativa Popolare Democratica) (2,6)    |
| Vicenza                     | Antonio Dal Maso (17,1)        | Stefano Stefani (42,0)              | Mario Zocche (22,5)                    | Tonino Assirelli (8,7)     | Enzo Trentin (6,4)                  | Dino Zanon (2,4)            | Laura Caraffa (1,0)        |                                                          |
| Bassano del Grappa          | Giancarlo Bortoli (14,8)       | Renato Ellero (44,0)                | Pietro Fabris (22,9)                   | Manlio Sorio (6,1)         | Flavio Gnata (7,9)                  | Maria Luigia Zanon (3,5)    | Francesco Melchior (0,8)   |                                                          |
| Schio                       | Mario Falisi (14,1)            | Giuseppe Ceccato (45,9)             | Giuseppe Doppio* (23,3)                | Matilde Delle Nogare (5,4) | Luigino Chemello (7,4)              | Francesco Merlo (3,2)       | Giandomenico Paolini (0,7) |                                                          |
| San Bonifacio               | Giovanni Biasi (14,3)          | Remo Andreoli (42,6)                | Bruno Nestori (22,1)                   | Umberto Venturi (8,9)      | Luigi Guadagnini (5,7)              | Camillo Antonini (2,2)      | Ior Guglielmi (1,0)        | Bruno Giusti (Iniziativa Popolare Democratica) (3,2)     |
| Verona                      | Carlo Melegari (22,8)          | Sergio Stanzani Ghedini (35,9)      | Elmo Padovani (17,4)                   | Paolo Danieli* (11,5)      | Giordano Formizzi (3,8)             | Bertilla Pavan (1,4)        | Erminio Zambelli (1,0)     | Graziano Rugiadi (Iniziativa Popolare Democratica) (6,2) |
| Villafranca di Verona       | Giuseppe Masin (16,7)          | Massimo Brugnettini (44,4)          | Antonio Pizzoli (21,0)                 | Elisa Scaravelli (9,2)     | Carlo Sandrini (5,1)                | Mariangela Bottinelli (2,3) | Renzo Toiar (1,3)          |                                                          |

## Friuli - Venezia Giulia
| Trieste   | Claudio Magris (Lista Magris) (37,9) | Roberto Antonione (36,8) |                            | Sergio Dressi (19,3)                 | Salvatore Cusumano (6,1) |
| Gorizia   | Diodato Bratina* (33,4)              | Ettore Romoli (36,3)     | Stelio Nardini (18,4)      | Sergio Cosma (12,0)                  |                          |
| Udine     | Mauro Bigot (22,7)                   | Pietro Fontanini (41,8)  | Bruno Forte (18,8)         | Gianpaola Guidi Romanello (12,5)     | Claudio Rosati (5,2)     |
| Codroipo  | Romano Lepre (21,2)                  | Rinaldo Bosco (44,9)     | Diego Carpenedo* (22,7)    | Melisenda Malison De Michieli (11,2) |                          |
| Pordenone | Ludovica Cantarutti (21,2)           | Roberto Visentin (46,9)  | Giampietro Brunello (17,4) | Mario Coiro (9,9)                    | Aurora Bozzer (4,6)      |

## Liguria
| San Remo             | Fulvio Vassallo (25,5)            | Andrea Guglieri (45,8)    | Renata Olivo (14,1)    | Francesco Santavicca (10,9)   | Sergio Costamagna (3,7)         |                                                          |
| Savona               | Giovanni Russo (37,3)             | Sergio Cappelli* (35,0)   | Enrico Mozzoni (15,6)  | Maria Carla La Rocca (8,2)    | Alberto Gabarello (4,0)         |                                                          |
| Genova - Campomorone | Carlo Rognoni (49,2)              | Vincenzo Matteucci (26,4) | Claudio Basso (12,4)   | Maria Maddalena Colla (6,8)   | Sergio Ferro (5,1)              |                                                          |
| Genova - Bargagli    | Maria Grazia Daniele Galdi (41,5) | Giulio Terracini* (30,7)  | Mariano Maresca (12,2) | Guglielmo Lolli Ghetti (10,1) | Giuseppe Parodi Domenichi (5,5) |                                                          |
| Genova - Chiavari    | Vincenzo Tagliasco (26,5)         | Enrico Serra (38,0)       | Ugo Marchese (15,1)    | Giorgio Bornacin (10,6)       | Alfio Batti (3,8)               | Giovanni Marongiu (Comitato per Marongiu senatore) (5,9) |
| La Spezia            | Giovanni Lorenzo Forcieri (44,1)  | Carlo Colliva (24,2)      | Luigi Grillo* (20,0)   | Aldo De Luca (9,0)            | Giancarlo Parisi (2,6)          |                                                          |

## Emilia - Romagna
| Forlì                         | Libero Gualtieri (49,1)        | Rodolfo Ridolfi (19,5)       | Franco Ricci (16,0)                | Vittoria Masoli (7,7)    | Massimo Dolcini (3,2)               | Giancarlo Ugolini (1,1)  | Tiziano Tampellini (Unione Romagna) (3,3)  |
| Cesena                        | Massimo Bonavita (49,3)        | Alfredo Cresi (18,3)         | Romano Baccarini* (18,5)           | Gennaro Maio (9,0)       | Albano Forbicini (3,0)              | Giovanna Cattani (1,9)   |                                            |
| Ravenna                       | Pierpaolo Casadei Monti (52,5) | Luigi Nori (20,4)            | Giannantonio Mingozzi (15,0)       | Gianni Berto (7,3)       | Mirella Lombardi (3,5)              | Vittorio Tavani (1,3)    |                                            |
| Ferrara                       | Silvia Barbieri (47,4)         | Biagio Dell'Uomo* (25,3)     | Vincenzo Spaltro (10,8)            | Carlo Ferretti (10,8)    | Adriana Montoncello (4,2)           | Vittorio Longo (1,5)     |                                            |
| Imola                         | Aureliana Alberici (52,9)      | Giacomino Dal Monte (19,5)   | Domenico Rivelli (12,2)            | Italo Merli (8,7)        | Lorenza Vacchino Brazzi (3,3)       | Romano Fabbri (1,1)      | Gianfranco Cocchi (Socialdemocrazia) (2,3) |
| Bologna Centro                | Enrica Pietra Lenzi (49,1)     | Roberto Neri (19,0)          | Jacopo Di Cocco (12,0)             | Filippo Berselli* (14,7) | Nicola Chirco (4,2)                 | Antonio Sarti (1,0)      |                                            |
| Bologna - Casalecchio di Reno | Claudio Petruccioli (55,5)     | Remo Bortolotti (19,7)       | Paolo Pallotti (10,3)              | Felice Caracciolo (9,8)  | Silvana Bononcini (3,6)             | Americo Zingaretti (1,0) |                                            |
| San Giovanni in Persiceto     | Filippo Cavazzuti (54,9)       | Massimo Morselli (20,5)      | Edmondo Trionfini (12,5)           | Milena Cocchi (7,4)      | Mauro Palmini (3,1)                 | Paolina Monti (1,5)      |                                            |
| Modena                        | Luciano Guerzoni (54,5)        | Valerio Baldini (20,8)       | Giovanni Battista Cavazzuti (12,9) | Anna Aimi (7,0)          | Maria Luisa Cattinari (3,7)         | Giovanni Iacopini (1,2)  |                                            |
| Sassuolo                      | Rino Serri (46,9)              | Tiziano Pini (23,6)          | Lauro Colombini (16,1)             | Carlo Roncaccioli (7,7)  | Bernardetta Graziani Serafini (3,8) | Egidio Benassi (1,9)     |                                            |
| Reggio Emilia                 | Fausto Giovanelli (52,9)       | Costante Gorzanelli (19,0)   | Gian Guido Folloni* (17,3)         | Maria Gasparini (6,2)    | Nelli Pagliani (3,3)                | Benito Rossi (1,3)       |                                            |
| Fidenza                       | Fausto Vigevani (49,0)         | Giorgio Cavitelli* (24,8)    | Rocco Paolucci (14,5)              | Brunella Dolci (6,8)     | Carduccio Parizzi (3,2)             | Sergio Terzi (1,6)       |                                            |
| Parma                         | Michele De Luca (39,3)         | Pier Luigi Copercini* (30,4) | Baldassarre Molossi (16,0)         | Gianluigi Busi (9,1)     | Giulio Peppini (3,8)                | Romeo Piacenti (1,5)     |                                            |
| Piacenza                      | Angelo Del Boca (28,3)         | Emilio Podestà (37,5)        | Giuseppe Chiodaroli (15,2)         | Luigi Alibrandi (12,7)   | Paola Caravaggi (4,3)               | Duilio Maestri (2,0)     |                                            |
| Rimini                        | Gianfranco Pasquino (46,1)     | Adriano Del Bianco (22,4)    | Salvatore Di Grazia (14,2)         | Giovanni Minguzzi (11,8) | Giovanni Zavatta (4,0)              | Lino Lavoriero (1,4)     |                                            |

## Toscana
| Firenze Nord        | Stefano Passigli (46,0)        | Renzo Del Carria (16,2)      | Vittorio Cecchi Gori* (19,5)   | Giovanni Orlandini (13,4)        | Giancarlo Scheggi (4,1)       | Alessandro Mazzerelli (0,9)       |                                                               |
| Firenze - Scandicci | Graziano Cioni (54,2)          | Giancarlo Oli (15,6)         | Massimo Ersoch (14,1)          | Fiammetta Valeri Piantoni (10,3) | Vanni Malagoli Anziani (4,3)  | Anna Guiducci Fortini (1,4)       |                                                               |
| Sesto Fiorentino    | Enrico Falqui (57,0)           | Rolando Chiggio (13,6)       | Paoletto Paoletti (16,0)       | Nicolò Cannata (8,5)             | Edo Taddei (3,3)              | Franco Fedi (1,5)                 |                                                               |
| Empoli              | Paolo Bagnoli (59,5)           | Renzo Renzi (14,2)           | Romanello Cantini (13,7)       | Giancarlo Bellacci (8,5)         | Nazzareno Medici (2,8)        | Benito Mugnaini (1,3)             |                                                               |
| Prato               | Anna Maria Bucciarelli (48,9)  | Gianfranco Torri (19,1)      | Rita Frosini Faggi (14,4)      | Giovanna Meini Vitagliano (12,1) | Fioravante Scognamiglio (3,9) | Vanna Fedi Bartalesi (1,5)        |                                                               |
| Pistoia             | Antonio Fischetti (42,0)       | Mario Bagnoli (20,6)         | Luciano Petracchi (16,4)       | Guido Taddei (14,7)              | Gino Masini (4,5)             | Modiano Zucconi (1,8)             |                                                               |
| Arezzo              | Monica Bettoni Brandani (46,1) | Francesco Graziani (17,4)    | Paolo Bucciarelli-Ducci (19,5) | Adua Bidi Piccardi (11,8)        | Francesco Scatragli (3,5)     | Mario Miluzzi (1,0)               | Gloria Gervasi (Lista Gervasi) (1,1)                          |
| Carrara             | Fausto Marchetti (38,3)        | Gianfranco Petricca* (22,9)  | Albino Fontana (17,0)          | Giacomo Brondi (12,3)            | Augusto Puccetti (4,2)        | Dante Bartolini (1,3)             | Pier Luigi Bordigoni (Movimento Cattolico Rinnovamento) (4,0) |
| Lucca               | Patrizio Petrucci (32,2)       | Paolo Riani* (23,4)          | Mauro Favilla* (19,2)          | Paolo Togni (15,5)               | Enrico Chiesa (4,7)           | Emiliano Rossi (1,5)              | Fiorenzo Bartolini (Insieme per Sviluppo) (3,4)               |
| Pisa                | Salvatore Senese (50,3)        | Rodolfo Bernardini (17,2)    | Antonio Cristiani (14,0)       | Mario Bernardi (13,7)            | Giacomo Puccini (3,6)         | Mirella Bonini Miluzzi (1,2)      |                                                               |
| Pontedera           | Umberto Carpi (56,9)           | Federico Podestà (14,2)      | Sergio Baldini (13,6)          | Carla Billi Lucci (10,7)         | Rita D'Orlando (2,9)          | Maria Rosa Rossi Mazzerelli (1,6) |                                                               |
| Siena               | Cosimo Scaglioso (54,4)        | Franco Biondi Santi (15,2)   | Iole Cialdai (14,0)            | Franco Bandini (11,7)            | Faliero Bandini (3,2)         | Marco Mazzei (1,5)                |                                                               |
| Livorno             | Edda Fagni (57,9)              | Romano Cionini Visani (15,3) | Franco Cobal (10,3)            | Corrado Luschi (12,0)            | Franca Francolini (3,5)       | Ornella Miniati Pistolesi (1,0)   |                                                               |
| Grosseto            | Roberto Benvenuti (44,8)       | Carolina Vitali (20,7)       | Alessandro Pacciani (11,9)     | Giuseppe Turini* (17,4)          | Giovanni Marchese (3,8)       | Roberto Ghini (1,4)               |                                                               |

## Umbria
| Perugia           | Leonardo Caponi (49,4)      | Ferruccio Chiuini (23,0)     | Giuseppe Ollearis (27,6)    |
| Orvieto           | Carlo Carpinelli (55,6)     | Gian Franco Lami (18,2)      | Luigi Peverini (26,2)       |
| Città di Castello | Carlo Gubbini (53,8)        | Claudio Passeri (20,2)       | Eduardo Vecchiarelli (26,0) |
| Foligno           | Maria Antonia Modolo (46,5) | Pierluigi Castellani* (26,4) | Roberto Busi (27,1)         |
| Terni             | Guido De Guidi (49,8)       | Andrea Cavicchioli (22,5)    | Antonella Baioletti* (27,7) |

## Marche
| Ascoli Piceno     | Luigi Manconi (38,0)    | Amos Ciabattoni (19,2)    | Sergio Silvestrelli (18,7) | Luigi Natali* (24,0)          |
| Civitanova Marche | Maurizio Pieroni (39,1) | Alighiero Nuciari (22,1)  | Antonio Perugini (18,7)    | Franca Fiumani Vorbeni (20,1) |
| Macerata          | Orietta Baldelli (34,3) | Carla Teodori (16,0)      | Carlo Ballesi* (25,9)      | Mario Crucianelli (22,8)      |
| Ancona            | Silvio Mantovani (47,3) | Angelo Turi (15,0)        | Alberto Niccoli (22,0)     | Carlo Ciccioli (15,7)         |
| Fano              | Luana Angeloni (48,6)   | Onorino Maiolatesi (17,0) | Giuseppe Guiducci (19,5)   | Marisa Bocchi (14,8)          |
| Pesaro            | Giorgio Londei (50,4)   | Paolo Sanchini (15,8)     | Giuseppe Berti (20,6)      | Gilberto Gasperi (13,2)       |

## Lazio
| Roma Centro         | Bartolo Ciccardini (32,1)          | Giulio Maceratini (42,5)     | Romano Forleo (15,4)         | Massimo Bordin (5,5)         | Antonio Rizzo (3,5)                | Maria Grazia Barucci Ombuen (0,6)            |                                               |
| Roma Trieste        | Maria Teresa Carani (30,9)         | Domenico Fisichella (45,4)   | Augusto Fantozzi (15,8)      | Goliarda Sapienza (4,5)      | Antonina Malvetta Cauz (2,9)       | Diego Spinelli (0,5)                         |                                               |
| Roma Val Melaina    | Francesco Saverio Russo (35,6)     | Cesare Previti (43,7)        | Vincenzo De Paola (11,4)     | Liliana Merlini (4,9)        | Salvatore Doddi (3,6)              | Maria Tiziana Pedini (0,8)                   |                                               |
| Roma Collatino      | Cesare Salvi (42,7)                | Carlo Tani (37,1)            | Giuseppe Anelli (10,3)       | Antonio Marzano (5,0)        | Giuseppe Cosentino (4,0)           | Roberto Zuccalà (0,8)                        |                                               |
| Roma Prenestino     | Antonello Falomi (42,6)            | Luigi Reggiani (35,1)        | Raffaele Tucciarone (12,0)   | Antonio Quattrocchi (5,5)    | Carmela Danzi (3,9)                | Edoardo Di Leginio (0,9)                     |                                               |
| Roma Tuscolano      | Massimo Brutti (40,1)              | Giuseppe Nisticò* (38,9)     | Anna Clemente Rosi (12,1)    | Giuseppe Marchetti (5,0)     | Clemente Pansa (3,8)               |                                              |                                               |
| Roma - Ciampino     | Franca D'Alessandro Prisco* (37,5) | Cosimo Ventucci (41,7)       | Giovanni Aversa (11,4)       | Pietro Tilia (5,1)           | Alfredo Marocchino (3,5)           | Agnese Babini (0,8)                          |                                               |
| Roma Ostiense       | Mario Tronti (35,7)                | Massimo Palombi (40,7)       | Learco Saporito (14,7)       | Luigi Cerina (4,9)           | Sandro Ciarambino (3,6)            | Gaetano Santoni (0,5)                        |                                               |
| Roma - Fiumicino    | Vittorio Parola* (36,1)            | Lodovico Pace (43,9)         | Bruno Lazzaro (10,0)         | Elio Pastore (5,7)           | Luigi Giovannelli (4,2)            |                                              |                                               |
| Roma Gianicolense   | Carla Rocchi (39,7)                | Franco Righetti (38,3)       | Umberto Cappuzzo (12,6)      | Mauro Zanella (5,1)          | Giancarlo Capodrossi (3,6)         | Giovanna Giampieri (0,6)                     |                                               |
| Roma Primavalle     | Gasparino Caviglioli (36,0)        | Luigi Ramponi (40,9)         | Francesco Cioffarelli (14,0) | Adriano Cambellotti (4,9)    | Gabriele Marrone (4,1)             |                                              |                                               |
| Viterbo             | Ugo Sposetti (36,0)                | Ferdinando Signorelli (42,5) | Aldo De Matteo (15,5)        | Stefano Magini (3,3)         | Carmine Postiglione (1,7)          | Giovanni Fieschi Ravaschieri Del Drago (1,1) |                                               |
| Civitavecchia       | Piero Salvagni (33,9)              | Mafalda Molinari (41,1)      | Adriano Redler (16,2)        | Raffaele Urbani (4,6)        | Lena Pennesi (3,4)                 | Clara Mughini (0,9)                          |                                               |
| Rieti               | Angelo Dionisi* (36,9)             | Antonio Belloni (40,0)       | Paolo Cabras (15,5)          | Luisa Pastori (3,9)          | Renato Gennari (2,3)               | Francesca Sechi (1,3)                        |                                               |
| Guidonia Montecelio | Maria Antonietta Sartori* (38,1)   | Pier Giorgio Gallotti (39,3) | Giorgio Meli (14,7)          | Alessandro Carboni (4,1)     | Silvana Paglilla (2,7)             | Maria Laura Tommasi (1,1)                    |                                               |
| Frosinone           | Maurizio Federico (31,5)           | Romano Misserville (40,2)    | Lino Diana* (20,9)           | Paola Sanguinetti (3,9)      | Giuseppe Sisalli (2,1)             | Maurizio Petrelli (1,4)                      |                                               |
| Cassino             | Mario Coratti (27,7)               | Bruno Magliocchetti (44,2)   | Giulio Prosperetti (19,6)    | Pasquale Purificato (4,7)    | Pasqualina Vacchiano (2,0)         | Guido Allegretti (1,7)                       |                                               |
| Terracina           | Francesco Carta (28,5)             | Erasmo Magliozzi (46,8)      | Giuseppe Sangiorgi (17,3)    | Anna Maria Carboni (4,0)     | Graziella Colombani Marongiu (2,1) | Franco Fracasso (1,4)                        |                                               |
| Latina              | Maurizio Calvi (28,0)              | Riccardo Pedrizzi (47,6)     | Franco Amicone (13,4)        | Vincenzo Rinaldi (4,4)       | Laura Scalabrini Benatti (3,7)     | Carla Marini (1,1)                           | Domenico Calaiuta (Gruppo Progressista) (1,8) |
| Velletri            | Gennaro Lopez (34,9)               | Umberto Becchelli (43,1)     | Arcangelo Spagnoli (13,7)    | Maria Veronica Orofino (5,2) | Salvatore Manuguerra (3,1)         |                                              |                                               |
| Marino              | Antonino Cuffaro (37,0)            | Vincenzo Erra (34,7)         | Severino Lavagnini* (19,9)   | Fabrizio Fabi (4,3)          | Valentino Concas (2,9)             | Maria Teresa Colamarco (1,2)                 |                                               |

## Abruzzo
| L'Aquila | Ferdinando Di Orio (34,2)    | Venanzio D'Ambrosio (18,4)   | Marco Conti (16,2)         | Angelo Bernardini (24,8)        | Enzo Lombardi (Centro) (6,3)                    |                                                          |
| Teramo   | Osvaldo Scrivani (37,6)      | Doriano Di Benedetto* (22,4) | Filippo Di Sabatino (19,3) | Marco Balzarini (20,6)          |                                                 |                                                          |
| Pescara  | Glauco Torlontano (40,1)     | Pietro Cascella (22,3)       | Alfonso Vasile (11,7)      | Roberto Colletti (21,1)         | Raffaele Delfino (Delfino al Senato) (4,8)      |                                                          |
| Chieti   | Angelo Ilario Orlando (30,8) | Licia Mampieri Saura (21,8)  | Carlo De Virgiliis (14,4)  | Carla Carabba Como (22,6)       | Roberto Angelucci (Alleanza Municipalità) (8,3) | Giacinto Auriti (Partito Democratico Progressista) (2,1) |
| Lanciano | Angelo Staniscia (37,0)      | Caterina Bellian (18,6)      | Icilio Sideri (19,2)       | Maria Vevante Scioletti* (25,1) |                                                 |                                                          |

## Molise
| Isernia    | Antonino Valletta (32,1) | Giovanni Petrollini (29,2) | Fernando Di Laura Frattura (19,5) | Rosario De Matteis (12,8)  | Salvatore D'Angelo (4,7) | Nunzio Pascarella (1,6) |
| Campobasso | Luigi Biscardi (40,1)    | Oscar Mele (29,7)          | Osvaldo Di Lembo (17,1)           | Quintino De Notariis (6,9) | Fernando Tirabasso (4,7) | Rachele Orlando (1,4)   |

## Campania
| Napoli Centro            | Massimo Villone* (40,2)          | Francesco Pontone (40,8)   | Fabrizio Marzano (11,4)          | Liliana Biondi (Programma Italia) (5,2)                                                       | Aniello De Lucia (Alleanza Meridionale) (2,3)                        |
| Napoli Fuorigrotta       | Raffaele Bertoni (51,3)          | Luigi Agnese (33,3)        | Giovanna Terranova Porzio (10,3) | Luigi Carannante (Alleanza Meridionale) (3,2)                                                 | Gaetano Rosiello (Unione Cristiana Riformatrice) (1,9)               |
| Napoli Arenella          | Maria Grazia Pagano (44,0)       | Michele Florino* (37,9)    | Vittorio Montelione (14,8)       | Bruno De Gregorio (Alleanza Meridionale) (2,3)                                                | Michelangelo Calenda di Tavani (Unione Cristiani e Riformisti) (0,9) |
| Napoli Ponticelli        | Ersilia Salvato (50,6)           | Bruno Esposito (30,5)      | Francesco Boschi (9,6)           | Luciana Biondi Polito (Programma Italia) (6,7)                                                | Lucio Barone (Alleanza Meridionale) (2,6)                            |
| Pozzuoli                 | Eugenio Mario Donise (40,3)      | Elio Bellecca (29,9)       | Luigi Covatta (15,0)             | Giuseppe Visconti (Programma Italia) (7,4)                                                    | Nicola Gambardella (Unione Cristiani e Riformisti) (7,4)             |
| Giugliano in Campania    | Giovanni Lubrano di Ricco (38,1) | Rosa Anna Palumbo (31,1)   | Aniello Palumbo* (25,9)          | Gennaro Sarnataro (Alleanza Meridionale) (2,6)                                                | Giovanni Grimaldi (Unione Cristiani e Riformisti) (2,3)              |
| Casoria                  | Guido De Martino (40,3)          | Alfonso Capone* (37,2)     | Raffaele Cananzi (17,7)          | Michele Fasano (Unione Cristiani e Riformisti) (4,8)                                          |                                                                      |
| Pomigliano d'Arco        | Francesco Barra (44,5)           | Guglielmo Giuntoli (31,3)  | Francesco Tagliamonte (16,8)     | Ludovico Montano (Unione Cristiani e Riformisti) (7,3)                                        |                                                                      |
| Nola                     | Aldo Masullo* (39,0)             | Carmine Mensorio (40,9)    | Luigi Compagna (15,9)            | Paola De Rosa (Alleanza Meridionale) (4,2)                                                    |                                                                      |
| Torre del Greco          | Enrico Pelella (46,2)            | Alfonso Marra (27,5)       | Salvatore Vinci) (14,7)          | Aniello Di Gennaro (Programma Italia) (6,2)                                                   | Antonio Esposito (Unione Cristiani e Riformisti) (5,3)               |
| Castellammare di Stabia  | Francesco De Notaris (38,3)      | Andrea Torino (32,9)       | Gennaro Ferrara (19,4)           | Umberto Aubry (Unione Cristiani e Riformisti) (9,3)                                           |                                                                      |
| Portici                  | Antonio Carcarino (46,6)         | Giovanni Frollo (25,3)     | Gennaro Barone (17,6)            | Giuseppe De Mitry (Unione Cristiani e Riformisti) (6,1)                                       | Nicola La Fortuna (Programma Italia) (4,5)                           |
| Caserta                  | Ferdinando Imposimato (39,7)     | Salvatore De Biasio (32,4) | Giovanni Piccirillo (15,7)       | Giuseppe Santonastaso (Unione Cristiani e Riformisti - Risveglio Popolare) (6,8)              | Domenico Bovienzo (Unità Popolare) (5,4)                             |
| Aversa                   | Michele Corvino (38,9)           | Ennio Noviello (32,6)      | Tiberio Cecere (18,5)            | Vincenzo Natale (Unità Popolare) (9,9)                                                        |                                                                      |
| Santa Maria Capua Vetere | Corrado Verzillo (26,9)          | Filippo Reccia (34,7)      | Armando Stefanelli (23,7)        | Francesco D'Angelo (Unità Popolare) (8,7)                                                     | Alfonso Martucci (Unione Cristiani e Riformisti) (5,9)               |
| Benevento                | Rodolfo Vincenti (24,7)          | Antonio Guarra (31,2)      | Pietro Perlingieri* (23,8)       | Ferdinando Facchiano (Unione Cristiani e Riformisti - Socialdemocrazia per le Libertà) (11,1) | Raimondo Mazzarelli (Programma Italia) (9,2)                         |
| Ariano Irpino            | Angelo Flammia (32,9)            | Gaetano Santoli (30,5)     | Ortensio Zecchino (36,5)         |                                                                                               |                                                                      |
| Avellino                 | Michele Sandulli (29,0)          | Gaetano Cerullo (26,5)     | Nicola Mancino (44,5)            |                                                                                               |                                                                      |
| Agropoli                 | Giuseppe Tarallo (26,7)          | Giuseppe Fronzuti (30,3)   | Michele Pinto* (29,3)            | Giovanni Lo Schiavo (Unità Popolare) (7,0)                                                    | Gennaro Mucciolo (Unione Riformista Meridionale) (6,7)               |
| Battipaglia              | Alberto Granese (29,4)           | Roberto Napoli (36,1)      | Gioacchino Glielmi (13,8)        | Carmelo Conte (Unione Riformista Meridionale) (10,5)                                          | Camillo Catarozzo (Unità Popolare) (10,1)                            |
| Salerno                  | Fernando Argentino (34,4)        | Vincenzo De Masi (38,3)    | Gaetano Gargano (20,4)           | Nicola De Sio (Unità Popolare) (3,9)                                                          | Domenico Galdi (Unione Riformista Meridionale) (3,1)                 |
| Nocera Inferiore         | Michele Sellitti (36,0)          | Carmine Cozzolino* (35,2)  | Antonio Guerritore (21,1)        | Valdemiro Cupo (Unione Riformista Meridionale) (4,8)                                          | Francesco Russo (Alleanza Meridionale) (2,9)                         |

## Puglia
| Bari Centro         | Pietro Laforgia* (31,7)      | Ettore Bucciero (38,3)           | Giovanni Bonomo (17,0)         | Mario Piergiovanni (6,2)    | Michele Ladisa (1,0)         | Domenico Magistro (5,0)  | Luigi Campanale (Rinnovamento) (0,8)              |                                                 |
| Bari - Bitonto      | Rocco Canosa (31,1)          | Giuseppe Mininni Iannuzzi (37,4) | Vincenzo Binetti (23,7)        | Lucio Albergo (5,4)         | Pietro Stigliano (1,2)       |                          | Vincenzo Schino (Rinnovamento) (1,2)              |                                                 |
| Molfetta            | Domenico Favuzzi (31,1)      | Antonio Lorusso (39,2)           | Vito Savino (21,2)             | Carla Moser (4,7)           | Mario Piarulli (0,8)         | Costantino Digiesi (2,0) | Nicola Di Terlizzi (Rinnovamento) (1,0)           |                                                 |
| Andria              | Giuseppe Acquaviva (29,8)    | Pasquale Squitieri (34,4)        | Ruggiero Dimiccoli (24,3)      | Mario Calisto Ferrara (4,7) | Adriano Golino (0,9)         | Oronzo Pellegrini (2,2)  | Michele De Toma (Rinnovamento) (3,7)              |                                                 |
| Altamura            | Ferdinando Pappalardo (41,5) | Michele Dibenedetto (32,1)       | Giuseppe Giovanniello (18,1)   | Antonio Rizzi (4,6)         | Michele Citarella (0,7)      | Giuseppe Tufarulo (2,0)  | Giovanni Ricciardi (Rinnovamento) (0,8)           |                                                 |
| Monopoli            | Angelo Curci (28,9)          | Francesco Casillo (31,5)         | Stefano Bianco (23,6)          | Enrico Nocera (4,3)         | Antonio Buttiglione (1,1)    | Giuseppe Morgese (2,0)   | Antonio Cusmai (Rinnovamento) (0,7)               | Francesco Alba (Programma Italia) (7,8)         |
| Lecce               | Giovanni Pellegrino (39,7)   | Antonio Lisi* (32,7)             | Salvatore Meleleo (19,3)       | Vito Porcari (4,0)          | Ruggero Vantaggiato (1,5)    | Giancarlo Gigante (1,2)  | Salvatore De Luca (Rinascita Salentina) (1,6)     |                                                 |
| Nardò               | Maria Rosaria Manieri (35,0) | Giuseppe Quarta (30,4)           | Nicola Borgia* (25,5)          | Raimondo Valente (3,8)      | Vincenzo Devito (1,3)        |                          | Giovanni Sicuro (Rinascita Salentina) (3,9)       |                                                 |
| Casarano            | Giuseppe D'Agostino (28,5)   | Luigi Pepe (30,1)                | Rosario Giorgio Costa* (27,6)  | Francesco Tullo (2,8)       | Vincenzo Buffo (0,9)         |                          | Luigi Ecclesia (Rinascita Salentina) (7,1)        | Andrea Cazzato (Democrazia e Solidarietà) (3,0) |
| Taranto             | Ippazio Stefano (36,7)       | Rosa Genovesi (23,5)             | Michele Simonetti (11,7)       | Luciano Boscaino (2,9)      | Gaetano De Cosmo (24,4)      | Antonio D'Onghia (0,8)   |                                                   |                                                 |
| Martina Franca      | Rocco Vito Loreto (36,3)     | Pasquale Caroli (32,1)           | Angelo Bernassola (14,2)       | Michele Scarinci (3,0)      | Giuseppe Notaristefano (2,9) | Antonio Scarciello (1,3) | Giuseppe Caroli (Programma Italia) (10,2)         |                                                 |
| Francavilla Fontana | Pietro Alò* (33,2)           | Euprepio Curto (35,4)            | Rosalba Gargiulo (18,1)        | Cosimo Mero (2,8)           | Marcello Palminteri (0,9)    | Cosimo Dimagli (3,6)     | Michele Matricardi (Programma Italia) (6,0)       |                                                 |
| Brindisi            | Giuseppe Latini (28,5)       | Giuseppe Specchia (39,1)         | Antonio Viesti (23,2)          | Marcello Seclì (3,5)        | Giovanni De Cataldis (1,1)   | Ettore Massari (4,6)     |                                                   |                                                 |
| San Severo          | Angelo Antonio Rossi (38,5)  | Ferdinando Marinelli* (35,2)     | Aldo Fantauzzi (15,3)          | Grazia Infante (3,1)        |                              | Lorenzo Cassano (5,6)    | Isabella Fania (Alleanza Popolare) (2,2)          |                                                 |
| Manfredonia         | Francesco Carella (39,4)     | Franca D'Amico (31,8)            | Giovanni Ciliberti (18,0)      |                             | Pierina Chyurlia (0,9)       | Ciro Del Nobile (7,1)    | Giovambattista Piomelli (Alleanza Popolare) (2,7) |                                                 |
| Foggia              | Orazio Montinaro (30,5)      | Giovanni Mongiello (32,7)        | Lucio Rosario Tarquinio (19,5) | Franco Guzzardi (5,1)       | Antonio Tiberio (0,8)        | Nicola Pinto (4,6)       | Celestino Nobili (Alleanza Popolare) (4,7)        | Raffaele Meluso (Rinascita Civile) (2,1)        |

## Basilicata
| Potenza  | Silvano Micele (38,1)   | Nicola Trerotola (30,4)      | Emidio Frascione (27,5)   | Rocco Caggiano (4,0)      |                                                |                                              |
| Melfi    | Vito Gruosso (37,7)     | Giuseppe Brienza* (31,5)     | Bruno Tamburriello (22,0) | Francesco Petrino (1,1)   | Vincenzo Rizzitiello (Lista Rizzitiello) (7,7) |                                              |
| Matera   | Vincenzo Sica (41,1)    | Emilio Nicola Buccico (30,7) | Francesco Porcari (17,5)  | Domenico Romita (1,2)     | Antonio Melfi (CRD) (6,1)                      | Vincenzo Galati (Insieme per Cambiare) (3,4) |
| Pisticci | Angelo Tataranno (34,7) | Antonino Monteleone (35,2)   | Saverio D'Amelio (22,6)   | Leonardo Montemurro (1,3) | Antonio D'Angella (Lista D'Angella) (6,1)      |                                              |
| Lauria   | Antonio Vozzi (28,8)    | Teresa Favale (19,3)         | Romualdo Coviello* (27,6) | Saverio Lattuchella (0,8) | Mario Lettieri (Lista Lettieri) (23,5)         |                                              |

## Calabria
| Castrovillari      | Antonella Bruno Ganeri (38,3)       | Graziella Duca Arcuri (29,8) | Giuseppe Camo* (25,9)         | Savino Crudo (6,0)                         |
| Corigliano Calabro | Cesare Marini (43,6)                | Pasqualino Biafora (24,9)    | Antonio Mundo (21,6)          | Fabio Carignola (9,9)                      |
| Cosenza            | Carmine Garofalo (39,0)             | Giorgio Tenuta (35,4)        | Bonaventura Lamacchia (23,5)  | Tomaso Staiti di Cuddia delle Chiuse (2,1) |
| Catanzaro          | Aldo Corasaniti (39,0)              | Ida D'Ippolito* (37,2)       | Antonio Galati (20,0)         | Domenico Tallini (3,8)                     |
| Crotone            | Giuseppe Pugliese (44,9)            | Gerardo Sacco (30,4)         | Mario Tassone (22,9)          | Francesco Marino (1,8)                     |
| Vibo Valentia      | Saverio Di Bella (39,2)             | Francesco Bevilacqua* (36,7) | Antonino Murmura (24,1)       |                                            |
| Palmi              | Girolamo Tripodi (38,0)             | Umberto Pirilli (34,8)       | Bruno Napoli (23,0)           | Giuseppe Comperatore (4,2)                 |
| Reggio Calabria    | Eduardo Lamberti Castronuovo (32,8) | Renato Meduri (42,5)         | Cosimo Antonio Calabrò (24,7) |                                            |

## Sicilia
| Trapani Marsala                | Angelo Fici (28,3)              | Antonio D'Alì (45,3)              | Vincenzo Garraffa (17,5)   | Mariano Cicero (3,4)       | Antonino Russo (Socialdemocrazia) (3,9) | Giuseppe Cacioppo (0,7)    | Sebastiano Cosentino (Primavera) (0,9)                          |                                                                |
| Mazara del Vallo Castelvetrano | Ludovico Corrao (45,0)          | Alberto Alessi (38,3)             | Giovanni Alesi (15,6)      |                            | Angelo Di Nica (1,1)                    |                            |                                                                 |                                                                |
| Palermo - Capaci               | Anna Maria Abramonte* (35,1)    | Enrico La Loggia (47,2)           | Gaetano Denaro (11,4)      | Giuseppe Ferrante (3,9)    | Carmelo Miccichè (1,2)                  | Mario Saitta (1,1)         |                                                                 |                                                                |
| Palermo Centro                 | Carmine Mancuso* (35,4)         | Saverio Salvatore Porcari (42,1)  | Vito Riggio (18,9)         | Marcello Sajeva (1,7)      | Antonino Pennisi (0,9)                  | Salvatore Raneli (1,0)     |                                                                 |                                                                |
| Palermo Sud                    | Bruno Di Maio* (34,9)           | Filiberto Scalone (42,2)          | Francesco Li Vigni (10,5)  | Pietro Foti (2,7)          | Calogero Caruana (1,1)                  | Giuseppe Di Pasquali (0,9) | Vincenzo Inzerillo (Democrazia Popolare) (7,7)                  |                                                                |
| Gela                           | Salvatore Crocetta (33,7)       | Gioacchino Pellitteri (34,8)      | Vito Ferrara (11,5)        | Elia Gueli (5,8)           | Salvatore Presti (1,0)                  |                            | Raimondo Maira (Solidarietà Occupazione Sviluppo) (11,2)        | Giuseppe Trovato (Mediterraneo) (2,1)                          |
| Sciacca                        | Pietro Cangelosi (36,6)         | Francesco Di Giovanna (31,6)      | Stefano Cusumano* (22,7)   | Giuseppe Grado (8,1)       | Luigi Piscopo (1,0)                     |                            |                                                                 |                                                                |
| Agrigento                      | Angelo Lauricella (38,3)        | Mario Baldacchino (31,8)          | Giuseppe Di Maria (7,0)    | Gerlando Brucceri (4,2)    | Francesco Piscopo (4,1)                 | Domenico Incardona (2,7)   | Calogero Mannino (Scudo Democratico) (11,8)                     |                                                                |
| Bagheria                       | Michele Figurelli (28,4)        | Antonio Battaglia (44,4)          | Andrea Zangara (19,6)      | Benedetto Canale (4,0)     | Vito Crapanzano (1,0)                   | Nicola Ravidà (2,6)        |                                                                 |                                                                |
| Monreale                       | Girolamo Cannariato (33,0)      | Michele Fierotti (38,5)           | Antonio Bellineneri (18,0) | Francesco Di Martino (9,5) | Giuseppe Principato (0,9)               |                            |                                                                 |                                                                |
| Messina                        | Ester Colaianni Cogliani (18,1) | Salvatore Crisafulli Ragno (45,8) | Giuseppe Campione (14,8)   | Giovanni Caruso (3,0)      | Vincenzo Galiano (0,7)                  |                            | Salvatore Rizzo (Cattolici Socialisti Liberaldemocratici) (9,2) | Giovanni Trimarchi (Lista Trimarchi) (8,3)                     |
| Barcellona Pozzo di Gotto      | Carmelo Mamì (26,6)             | Basilio Germanà (39,3)            | Antonino Di Blasi (16,6)   | Domenico Scolaro (5,5)     | Giacomo Nona (0,9)                      |                            |                                                                 | Vincenzo Leanza (Lista Leanza) (11,0)                          |
| Enna                           | Santo Notararigo (28,6)         | Giuseppe Grippaldi (37,9)         | Michele Lauria* (20,5)     | Salvatore Zinna (12,1)     | Salvatore Alcamisi (0,9)                |                            |                                                                 |                                                                |
| Acireale                       | Paolo Sessa (21,7)              | Domenico Presti (45,5)            | Santi Rapisarda (13,4)     | Ambrogio Bonaventura (4,6) | Salvatore Bongiorno (0,8)               |                            | Rosario Nicolosi (Sicilia Futura) (9,7)                         | Antonino Lanza (Cattolici Socialisti Liberaldemocratici) (4,2) |
| Catania Centro                 | Giovanni Grasso (27,3)          | Franco Zeffirelli (56,2)          | Alfio Speranza (11,7)      | Silvio Cormagi (2,5)       | Antonio Lombardo (1,0)                  | Antonino Landi (1,3)       |                                                                 |                                                                |
| Catania - Misterbianco         | Giuseppina Calabrò (27,9)       | Vito Cusimano (54,5)              | Orazio Sapienza (14,1)     | Francesco D'Antone (2,5)   | Angelo Scarito (0,9)                    |                            |                                                                 |                                                                |
| Paternò                        | Giovanni Campo* (33,8)          | Vincenzo La Russa (44,1)          | Giuseppe Di Mauro (16,9)   | Luigi Giaquinta (4,2)      | Giuseppe Piscopo (1,0)                  |                            |                                                                 |                                                                |
| Ragusa                         | Concetto Scivoletto* (38,6)     | Giombattista Xiumè (39,0)         | Salvatore Bocchieri (16,1) | Salvatore Catalano (5,5)   | Antonia Pirrera (0,8)                   |                            |                                                                 |                                                                |
| Avola                          | Luigi Boggio (28,9)             | Maria Luisa Moltisanti (43,6)     | Alberto Agnello (10,8)     | Paolo Pantano (3,9)        | Antonia Simone (0,8)                    |                            | Corrado Vaccarisi (Solidarietà Occupazione Sviluppo) (6,2)      | Orazio Agosta (Lista Insieme) (5,7)                            |
| Siracusa                       | Paolo Greco (30,4)              | Enzo Maiorca (38,2)               | Vincenzo Bosco (11,6)      | Francesco Dugo (1,9)       | Rita Simone (0,6)                       | Sebastiano Caporale (6,4)  | Elio Tocco (Lista Franco Greco) (6,8)                           | Letterio Gilistro (Solidarietà Occupazione Sviluppo) (4,0)     |

## Sardegna
| Cagliari | Federico Palomba (32,9)  | Valentino Martelli (38,8)   | Antonello Zoppi (19,1)   | Antonio Volpi (0,9)        | Paolo Atzeri (6,0)      | Sergio Satta (2,3)        |                                                   |
| Nuoro    | Antonio Prevosto* (40,1) |                             | Salvatore Ladu (40,3)    |                            | Angelo Merlini (14,0)   | Angelo Caria (5,6)        |                                                   |
| Carbonia | Salvatore Cherchi (36,0) | Adolfo Manis* (33,0)        | Carlo Muntoni (17,7)     | Renato Monticolo (2,4)     | Federico Baroschi (8,3) | Mario Armosini (2,6)      |                                                   |
| Sassari  | Benito Saba (23,2)       | Gian Vittorio Campus (34,0) | Gaetano Porqueddu (25,9) | Mario Lai (2,7)            | Giacomo Sanna (11,9)    | Umberto Pes (2,3)         |                                                   |
| Olbia    | Sebastiano Caria (23,6)  | Giuseppe Mulas (30,5)       | Pietro Tamponi* (26,3)   | Salvatore Orecchioni (1,3) | Antonino Demuru (14,8)  | Sebastiano Cumpostu (3,6) |                                                   |
| Oristano | Rossano Caddeo (32,1)    | Desiderio Casu (29,2)       | Piero Ortu (21,1)        | Luigi Taras (1,4)          | Luigi Sanna (9,1)       | Gerardo Collu (2,6)       | Gaetano Meli (Azione Autonomista Arborense) (4,6) |

## Valle d'Aosta
| Aosta | Piero Ferraris (21,1) | Giovanni Sacco (17,6) | Antonio Sella (4,6) | Cesare Dujany (38,3) | Mario Maquignaz (Unité Valdôtains) (18,4) |

## Elezioni suppletive

### 11 settembre 1994
| Pistoia | Domenico Gallo (60,8) | Vito Panati (39,2) |

### 14 maggio 1995
| Cosenza | Massimo Veltri (50,6) | Vittorio Zupo (31,4) | Franco Petramala (18,0) |

Nota: con il simbolo  *  s'indicano i senatori eletti mediante il sistema proporzionale.